# Royal Palm Beach
Royal Palm Beach è un comune degli Stati Uniti d'America, situato in Florida, nella Contea di Palm Beach.